# الظهيرة (قفل شمر)

تعديل مصدري - تعديل

الظهيرة هي إحدى قرى عزلة شمرين بمديرية قفل شمر التابعة لمحافظة حجة، بلغ تعداد سكانها 300 نسمة حسب تعداد اليمن لعام 2004.